# 高一涵
高 一涵（こう いちかん）は中華民国・中華人民共和国の政治家・政治学者・ジャーナリスト。旧名は夢弼。

## 事績
日本に留学し、1916年（民国5年・大正5年）に明治大学政治科を卒業した。1916年（民国5年）に帰国し、『晨鐘報』の編輯（編集員）となる。翌1917年（民国6年）、章士釗に招聘され、『甲寅日報』で論説委員となった。1918年（民国7年）からは『毎周評論』の編集を担当し、あわせて国立北京大学教授となる。1919年（民国8年）、雑誌『新青年』において、陳独秀らと共に輪番制編集者の1人となった。
1925年（民国14年）、教育界公理維持会に参加し、『現代評論』の論説委員となった。同年、中国国民党に加入したが、翌年には中国共産党に転じている。1927年（民国16年）、武漢に赴き、国立武昌中山大学政治学教授となる。同年に上海クーデター（四・一二政変）が起きると、共産党を離党し、その後、私立北平中国大学政治系主任、私立上海中国公学社会科学院院長を歴任した。
1931年（民国20年）2月、国民政府において監察院監察委員に任ぜられた。1935年（民国24年）4月から監察院湘鄂区監察使、1940年（民国29年）8月から監察院甘寧青区監察使と歴任している。1946年（民国35年）11月、制憲国民大会代表に当選し、翌年4月、糧食部湘鄂区徴糧督導団主任委員に任ぜられた。
中華人民共和国建国後は大陸に留まり、中国民主同盟中央委員に選出され、また南京大学法学院院長兼政治系主任も務めた。1959年、中国人民政治協商会議第3期全国委員会委員に選出され、続く第4期も連続選出された。
1968年、死去。享年85。著書に『欧州政治思想史』、『政法学綱要』、『中国内閣制度の沿革』、『中国御史制度の沿革』などがある。

## 注
1. ↑  徐友春主編『民国人物大辞典 増訂版』1286頁、劉国銘主編『中国国民党百年人物全書』1811頁による。「高一涵生平」鳳凰網は、1885年生まれとする。
2. ↑  明治大学編(1937)、卒業生年度別57頁。「高夢弼」名義で記載あり。